# Poklad (Kytice)
Poklad, dle svého autora "národní báchorka", vlastně autorská básnická balada na folklórní pohádkové téma, je druhá báseň ze sbírky Karla Jaromíra Erbena Kytice (1. vyd. 1853). Báseň sama byla poprvé publikována (jen s drobnými textovými odchylkami) už o patnáct let dříve v almanachu Vesna (1838). Ve sbírce je tematicky blízko básni Dceřina kletba, neboť obě dvě pojednávají o porušení základního vztahu matka-dítě.

## Původ
Svatopluk Cenek vidí předobrazy jednotlivých prvků v různých českých pověstech. Otevírající se hora podle něj připomene pověst o Blaníku, přeměna zlata v kamení zase pohádky o Krakonošovi. Pověst, která s Erbenovým Pokladem koresponduje nejen v dílčích rysech, ale celým příběhem, pochází ze Šumavy z oblasti obcí Želnava a Pernek. Liší se jen v nuancích - dítě po návratu vypráví matce, že se o něj v podzemí starala bílá paní.

## Obsah
Je Velký pátek. Žena, spěchající s dítětem do kostela, objeví skálu, která se otvírá jednou za rok a je v ní ukryto veliké bohatství. Žena vejde dovnitř, položí dítě na zem a plní šátek poklady. Doběhne s ním domů, vrátí se zpět, ale poklad ji opět zláká. Dítěti vhodí pár zlaťáků do klína, aby jej zaměstnala. Opět se vrátí domů, tam se ale všechny zlaťáky promění v kameny a hlínu. Najednou si vzpomene, že tam nechala dítě, ale když se chce potřetí dostat do skály, je vchod uzavřen. Žena propadne zoufalství. Celý rok se kaje a prosí Boha, aby jí dítě vrátil. Po roce se opět vypraví ke skále, kde najde dítě živé a zdravé. Pokladu už si ani nevšimne a utíká s dítětem domů. Tam zjišťuje, že dítěti zůstaly zlaťáky, které mu dala.

## Úryvek
Mlč, synáčku, mlč, mlč, hochu:

cincin! poslyš, jak to cinká!

Počkej jenom ještě trochu,

hned se vrátí zas maminka.

Hrej si pěkně, hrej, děťátko,

počkej ještě jen drobátko.

## Autorovo poznamenání
Pověst i jinde v Evropě známá, jen v okolnostech rozličně se proměňujíc. V staré literatuře české nalézáme ji vetkanou v legendu o sv. Klimentu papeži. Trajan, císař Římský, dal totiž sv. Klimenta utopiti v moři, kázav jemu mořskou kotvu k hrdlu přivázati. Legenda vypravuje, že každého roku v den jeho skončení až do sedmého dne na tři míle moře se rozstupovalo, a poutníci tam po suchu vcházejíce, nalézali chrám mramorový zázračně způsobený, a v něm tělo Sv. Klimenta v krásné skříni. Tu také jedna žena se svým dítětem den sedmý rozstoupení mořského k hrobu přišla; a když jí zatím děťátko usnulo, počalo nenadále moře řváti, zase se zavírajíc. Tu ta žena u velikém strachu s jinými lidmi, i dítěte zapomenouc, na břeh utekla; ale tu pomyslíc na dítě žalostně volala a plačíc dlouho hledala, zdali by moře asi mrtvé dítě její na břeh vyvrhlo. A když se již do dítěte rozpáčila, vrátila se domů a to celé léto ztrávila v žalosti. Potom po roce, když se moře zase rozstoupilo, před jinými lidmi první k hrobu sv. Klimenta se utekla, a tu pohleděvši spatřila, ano dítko její na témž místě, kdež je byla ostavila, spi. I zbudila je, a s velikou radostí je k sobě tulíc tázala se, kde ten celý rok bylo? Dítě pak odpovědělo: „Nevím, byl-li jest rok, ale jen jednu noc přespalo jsern“.
„V kůru zpívají pašije.“
Vypravuje se, že v týden pašijový v ten čas, když se v kostele pašije zpívají, otevřeny jsou poklady zemské; na čemž tato pověst osnována.